# Museo Nazionale G. A. Sanna

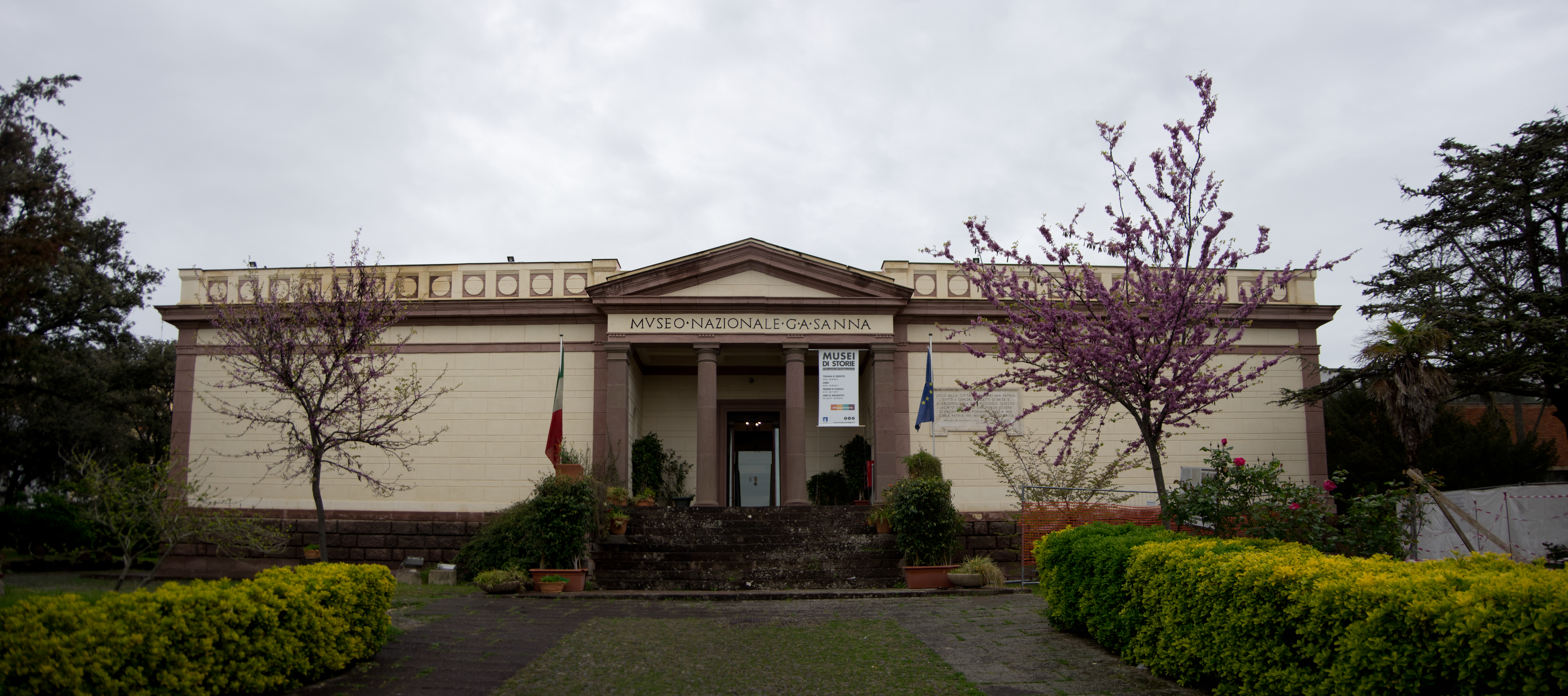
Das Museumsgebäude

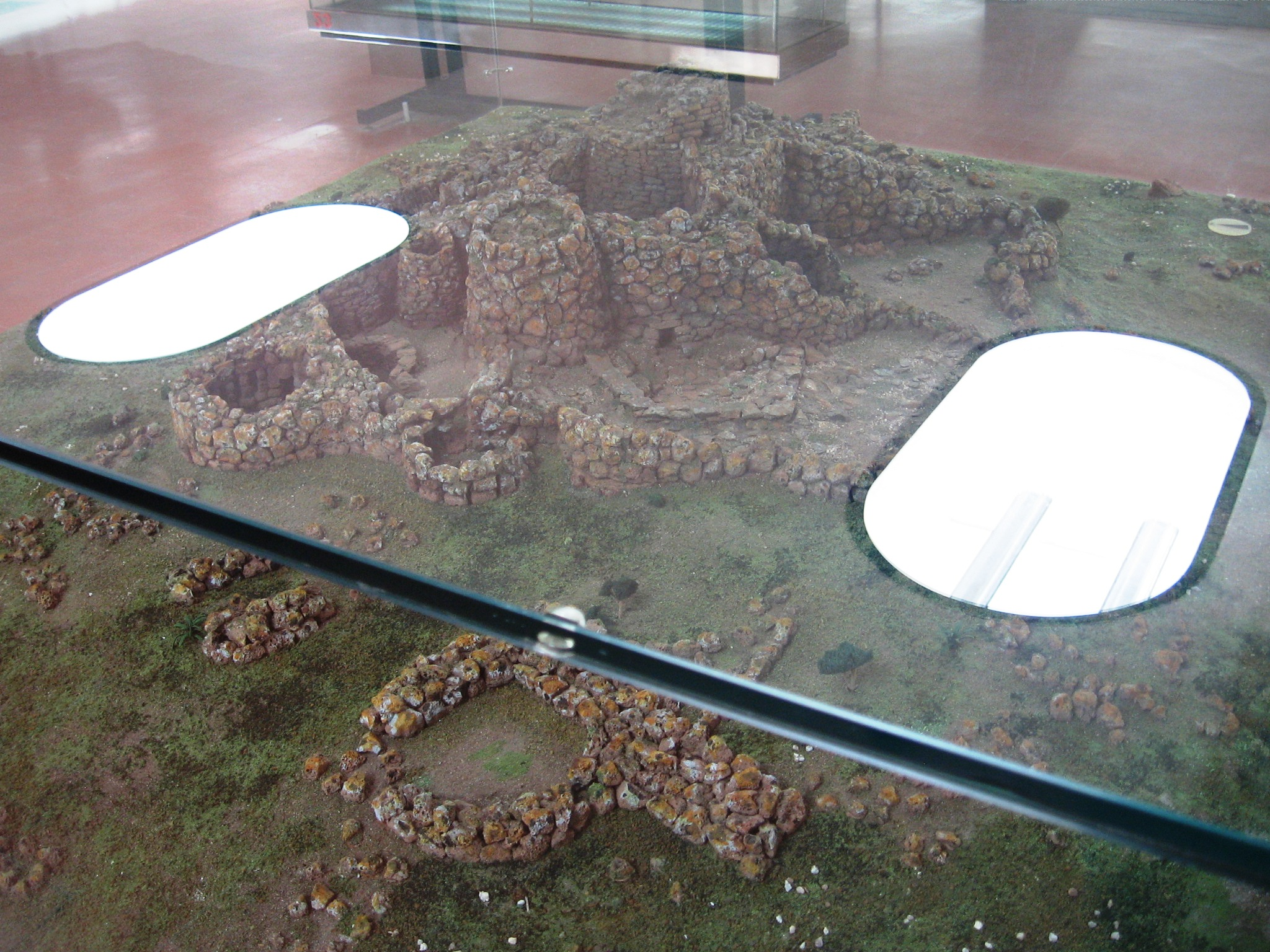
Nuraghensiedlung

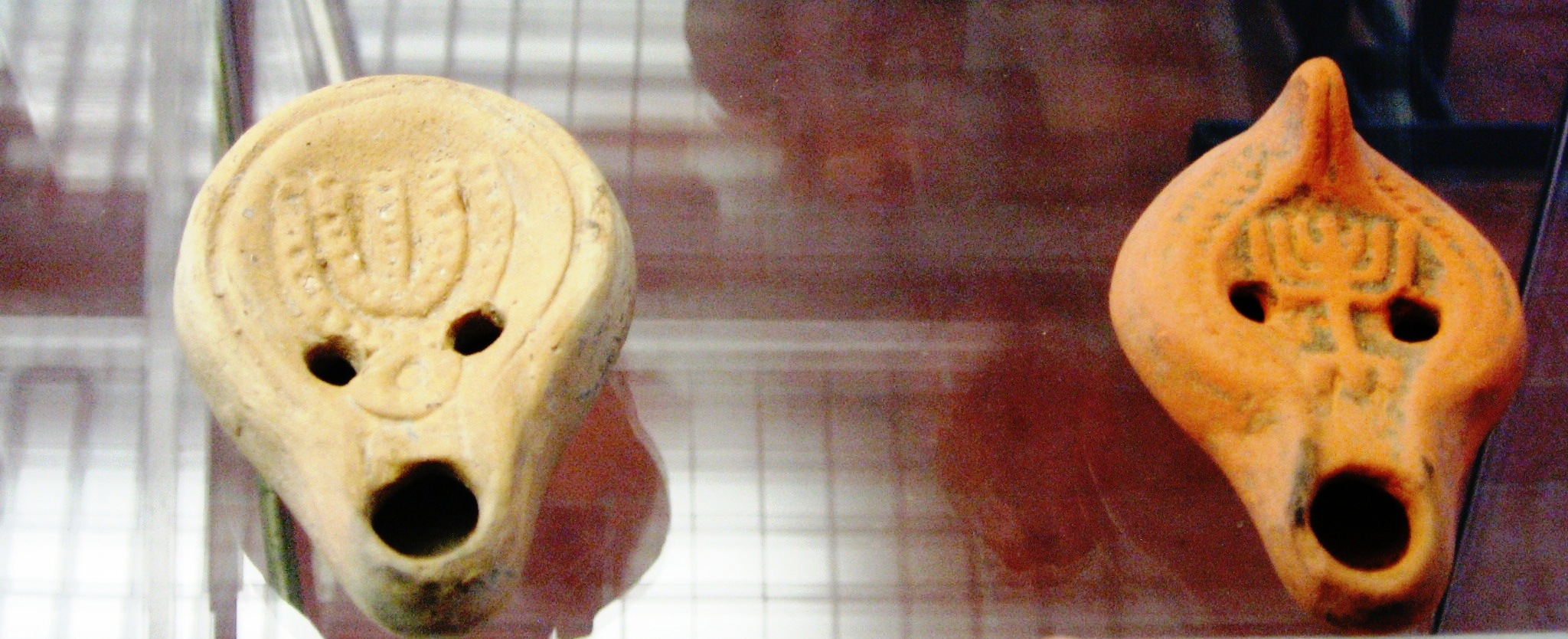
Öllampen mit Menorah

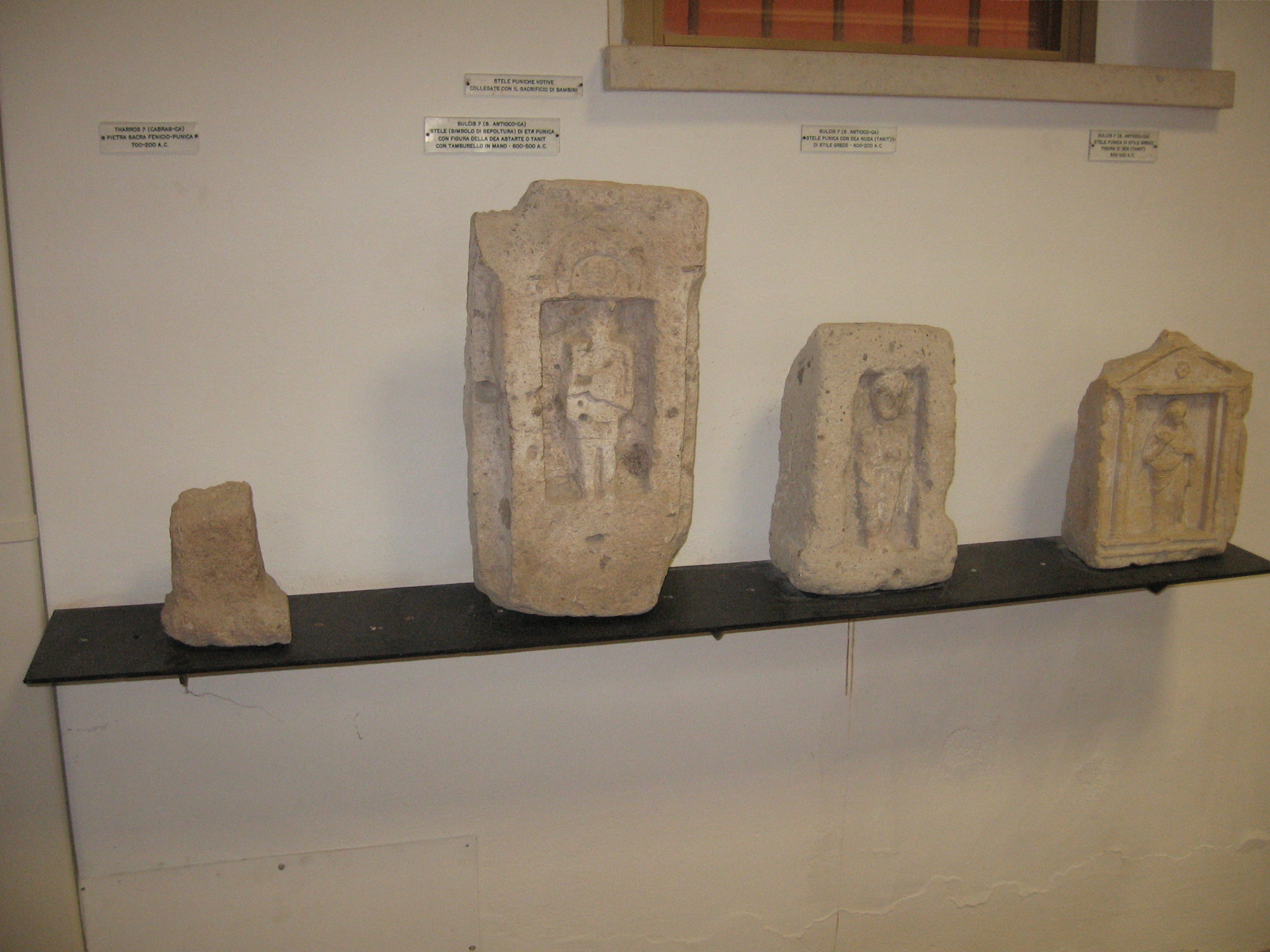
Grabsteine des Tophet

Das Museo Nazionale G. A. Sanna an der Via Roma in Sassari auf Sardinien zeigt in erster Linie archäologische Funde, die am Beginn des 19. Jahrhunderts bei Grabungen am Ort der römischen Kolonie Turris Libyssonis dem heutigen Porto Torres gemacht wurden oder aus Privatsammlungen und Schenkungen stammen.
Seit dem Dekret von 1878 zur Einrichtung des Königlichen Antiquariums gehört zum Museum neben den archäologischen Materialien eine 250 Gemälde umfassende Pinakothek, die dem Museum von Senator Giovanni Antonio Sanna (1819–1875) überlassen wurde. Weitere Erwerbungen kamen in den folgenden 50 Jahren hinzu. Dabei ist der 1931 erfolgte Ankauf des Grundstücks, auf dem sich der Museumskomplex heute befindet. Mit dem Dekret von 1931 wurde schließlich die Einrichtung des Königlichen Antiken- und Kunstmuseums G. A. Sanna in einem eigens dafür errichteten Gebäude festgelegt. Seither ist in den archäologischen und ethnographischen Abteilungen ein bedeutsamer Zuwachs zu verzeichnen. In letzterer vor allem durch die Schenkung der Sammlungen Zely Bertolio und Gavino Clemente (1861–1947).
Im Jahre 1973 wurde das nach modernen Kriterien geordnete Museum wiedereröffnet. Für das archäologische Material, das durch die von der 1958 eingerichteten staatlichen Antikenverwaltung durchgeführten Grabungen ständig bereichert wird, steht der größte Teil der Ausstellungsräume zur Verfügung. In einem Flügel werden Objekte der ethnographischen Sammlung gezeigt. Bis 2001 war in dem Gebäude außerdem die Pinakothek von Sassari untergebracht. Sie ist seit 2008 in einem eigenen Gebäude im ehemaligen Convitto Canopoleno dei Nobili zu sehen.

## Konzept
Alle Archäologischen Museen, inklusive des Museums in Sassari, entstanden aufgrund regionaler Interessen. Dieses Konzept gilt für fast alle Museen, die von der Archäologischen Antikenverwaltung eingerichtet worden sind. Dementsprechend ist die Art der Darbietung und Illustration der aus Grabungen stammenden Funde an das Territorium gebunden.
Das Konzept des "Integrierten Rundgangs" besteht darin, alle für tiefer gehende Kenntnisse möglichen Hilfsmittel heranzuziehen. Das Museum und die wichtigsten archäologischen Stätten des Konzept des "Integrierten Rundgangs, die auch vom Museum in Sassari aus gesteuert werden, sind:
- Sassari
  - Das Museo Nazionale G. A. Sanna
  - Domus de Janas von Montale
  - Nuraghe Rumanedda (Sassari)
  - Altarberg von Monte d’Accoddi
- Porto Torres
  - Porto Torres – Römische Stadt – Archäologischer Park Antiquarium Turritano
  - Nekropole von Su Crucifissu Mannu
- Alghero
  - Römische Villa von Sant'lmbenia
  - Nuraghe und Siedlung von Sant'lmbenia
  - Nuraghe und Siedlung von Palmavera
  - Nekropole von Anghelu Ruju
  - Nekropole von Santu Pedru

Das Projekt des Besichtigungsrundweges geht vom Museum Sanna aus und soll zur Besichtigung der archäologischen Stätten anregen, deren Besuch erleichtern und sie erklären. In den Rundweg sind alle kulturellen und touristischen Attraktionen eingeschlossen. Das Projekt reiht sich in ein europäisches Programm ein, das vom Tourismus - Departement als „Misura 5“ bezeichnet wurde.